# Frans Timmermans
Frans Timmermans, teljes neve: Franciscus Cornelis Gerardus Maria Timmermans (Maastricht, 1961. május 6. –) holland politikus, diplomata, 2019 és 2023 között az Európai Bizottság alelnöke, bel- és igazságügyi együttműködésért felelős biztosa.

## Tanulmányai
1961. május 6-án született Maastrichtban római katolikus családban. 1972-ig Sint-Stevens-Woluwe elitnegyed általános iskolájába járt, azután 1975-ig a római Lyceum Saint George's English School nevű magán középiskolában majd 1980-ig a heerleni Bernardinuscollege-ban tanult. 1984-ben a franciaországi Nancy egyetemére is beiratkozott, ahol európai jogot, francia irodalmat és történelmet tanult. 1985-ben a nijmegeni Radboud Egyetemen szerzett diplomát francia irodalomból. Poliglott: holland anyanyelve mellett folyékonyan beszél angolul, franciául, németül, olaszul és oroszul. 1986–87-ben a Holland Királyi Hadseregben is szolgált.

## Politikusként

### Diplomácia
1987-től a Holland Külügyminisztériumban dolgozott az Európai Integrációs osztályon. 1990-ben diplomatának jelölték Hollandia oroszországi nagykövetségére. 1993-ban visszatért a Külügyminisztériumba és az Európai Közösség osztályának lett a vezetője. 1994-ben Hans van den Broek holland biztos asszisztenseként tevékenykedett az Európai Bizottságban. 1995-től Max van der Stoel holland EU-s biztos személyes tanácsadója lett. 1985 és 1990 között a 66-os Demokraták párt tagja volt. 

### Képviselőházi tagként
1998-ban a Holland Képviselőház tagjává választották, ahol a Munkáspártot képviselte. 2001–2002-ben a Külügyi Bizottság elnöke, 2002–2003-ban pedig a Gazdasági Bizottság elnöke volt. 2003–2007 között újra a Külügyi Bizottság elnökeként tevékenykedett.

### Külügyi államtitkárként
2006-ban a Munkáspárt, melynek ő is tagja volt koalícióra lépett a Kereszténydemokrata Tömörüléssel és a Keresztény Unióval. Timmersmann ekkor külügyi államtitkár lett. Ez alatt az idő alatt támogatta az európai integrációt és a holland lakosság és az Európai Unió közötti párbeszédet. Államtitkársága idején került sor a Lisszabon-i egyezmény aláírására. Timmermans és az akkori miniszterelnök, Jan Peter Balkenende nagy erőfeszítéseket tettek annak érdekében hogy nagyobb szerepet biztosítsanak a nemzeti parlamenteknek az Európai Parlamentben a törvényhozásban. 2010-ben a Balkenende által vezetett kormány egy sikertelen NATO-hadművelet miatt elvesztette a támogatottságát, így összeomlott.

### Újra a képviselőház tagjaként
A 2010-es választásokon a Néppárt a Szabadságért és Demokráciáért kötött koalíciót a Kereszténydemokrata Tömörüléssel és így a Munkáspárt ellenzéki párt lett. Timmermanst ekkor is megválasztották képviselőnek. Ebben az időszakban a párt szóvivőjeként dolgozott. A kormánykoalíció felbomlása után 2012-ben a Munkáspárt került hatalomra és koalícióba lépett a Szabadság és Demokrácia nevű párttal. A kormány ekkor Timmermanst külügyminiszternek nevezte ki. 2014-ben egy maláj gépet lelőttek Ukrajna felett és 194 holland állampolgár meghalt. Timmermans másnap Ukrajnába repült, ahol a miniszterelnökkel és a külügyminiszterrel tárgyalt, majd az ENSZ Biztonsági Tanácsában tartott beszédet, amely a közösség tagjait erősen meghatotta.

### Az Európai Bizottság alelnökeként
2014-ben a holland kormány biztosnak jelölte Timmermanst az Európai Bizottságba, ahol hamarosan első alelnöknek választották.
2021 végén a Politico Europe Európa legbefolyásosabb embereinek éves rangsorában a „cselekvők” kategória 4. helyére tette. Az európai klímapolitika felelőseként elsősorban az ő feladata az Európai Uniót 2050-re klímasemlegessé tevő projekt levezénylése, ami számos ipari és egyéni érdeket sért, és a társadalmi támogatottsága akkor biztosítható, ha nem jár az életszínvonal csökkenésével és számos munkahely elvesztésével. 2022 áprilisában Timmermans zöld átállásért felelős bizottsági alelnök az Európai Parlament Környezetvédelmi Bizottságának ülésén megfogalmazta javaslatait az Európai Unió polgárainak, melyek a fűtésre, a közlekedésre, és a háztartások vitelére vonatkoztak.

## Magánélete
Timmermans kétszer nősült; az első házasságából született egy fia és egy lánya. A 2000-ben kötött második házasságából is született egy fia és egy lánya.